# Kanton Hérouville-Saint-Clair
Hérouville-Saint-Clair is een kanton van het Franse departement Calvados. Het kanton maakt deel uit van het arrondissement Caen.

## Geschiedenis
Het kanton omvatte tot 22 maart 2015 uitsluitend een deel van de gemeente Hérouville-Saint-Clair, de rest van de gemeente viel onder het kanton Caen-5. Op dezelfde dag werd de gemeente Colombelles overgeheveld van het kanton Cabourg waardoor het kanton nu uit twee gehele gemeenten bestaat.

## Gemeenten
Het kanton Hérouville-Saint-Clair omvat de volgende gemeenten:
- Colombelles
- Hérouville-Saint-Clair